# ABCG2
ABCG2 (تسميته مختصر لـ ATP-binding cassette sub-family G member 2) هو بروتين موجود في الإنسان ومشفر بالجين ABCG2.
هذا البروتين يفترض أن يكون كتلة التمايز w338 (أو CDw338).